# Cercomonas jutlandica
Cercomonas jutlandica ist ein heterotropher, im Boden lebender Flagellat aus der Gruppe der Cercomonadida. Die Art wurde aus einem Ackerboden in Jütland erstbeschrieben.

## Merkmale
Die Zellen sind 10 bis 16 Mikrometer lang und kugelig bis tröpfchenförmig, selten oval-länglich. Die Pseudopodien gehen meist von Hinterende aus, seltener von den Seiten der Zelle. Die zwei Geißeln sind rund 1,5 mal so lang wie die Zelle, manchmal auch kürzer. Die vordere Geißel kann fast völlig fehlen. Sie entspringen dem Vorderende. Der Zellkern befindet sich im Zentrum der Zelle, leicht zum Vorderende hin; seitlich und vor ihm die kontraktile Vakuole. Das Zellinnere ist reich an Körnern. Hinter dem Zellkern befinden sich viele lichtbrechende Körner. Nicht-lichtbrechende Körner sind im Cytoplasma verstreut, vorwiegend vor dem Zellkern.
Die Bewegung der Zellen erfolgt meist kriechend, wobei die vordere Geißel erratische, schlangenförmige Bewegung vollführt und die hintere nachgeschleppt wird. Es kommen auch schwebende Formen mit sackartiger Erscheinung vor, meist nach dem Füttern der Kulturen.
Die Zysten sind kugelförmig mit einem Durchmesser von 5 bis 8 Mikrometer.

## Systematik
Cercomonas jutlandica wurde 2004 zunächst als Neocercomonas jutlandica erstbeschrieben. Da die Art jedoch in molekulargenetischen Untersuchungen in der gleichen Klade zu liegen kam wie die Typusart der Gattung Cercomonas, Cercomonas longicauda, wurde die Art als Cercomonas jutlandica in diese Gattung überführt.  

## Belege
- Serguei A. Karpov, David Bass, Alexander P. Mylnikov, Thomas Cavalier-Smith: Molecular Phylogeny of Cercomonadidae and Kinetid Patterns of Cercomonas and Eocercomonas gen. nov. (Cercomonadida, Cercozoa). Protist, Band 157, 2006, S. 125–158, doi:10.1016/j.protis.2006.01.001
- F. Ekelund, N. Daugbjerd, L. Fredslund: Phylogeny of Heteromita, Cercomonas and Thaumatomonas based on SSU rDNA sequences, including the description of Neocercomonas jutlandica sp. nov., gen. nov. European Journal of Protistology, Band 40, 2004, S. 119–135, doi:10.1016/j.ejop.2003.12.002